# 生物科技工業園
生物科技工業園（Biotechnology industrial park，簡稱BIP）是一種專注於生物科技的工業園。通常為求合理的運用資源，生物科技工業園內的企業集合起來，可以發揮出生物分餾的效益。生物分餾的作用，就好像原油透過分層蒸餾的作用而產生出不同的產品出來。對於生物分餾技術來說，原材料（例如：廢油或受污染的泥土）在透過分餾的作用，重新成為多種可用於不同用途的產品。

## 台灣方面
台灣在生物科技的領域上，比歐美、日本起步晚了許多，尚無自行研發製藥的優勢，目前在台灣亦只有協助發展的協會，如：財團法人生物技術開發中心(DCB) 、生物科技產業研究中心。
2007年中研院向行政院提出計畫案之後，於2010年歷經三次總算通過環境評估許可，預計在2014年完成基礎建設。在南港設立『國家生技研究園區』，此為發揮產業聚落效應，開發經費也由270億元降為160億元。翁啟惠院長並解釋，設立此機構的目的，是為銜接基礎研究與產業發展，與任何新藥的開發，由基礎研究轉為市場產品。這項園區設立之工程預計在2017年完工。

## 新加坡方面

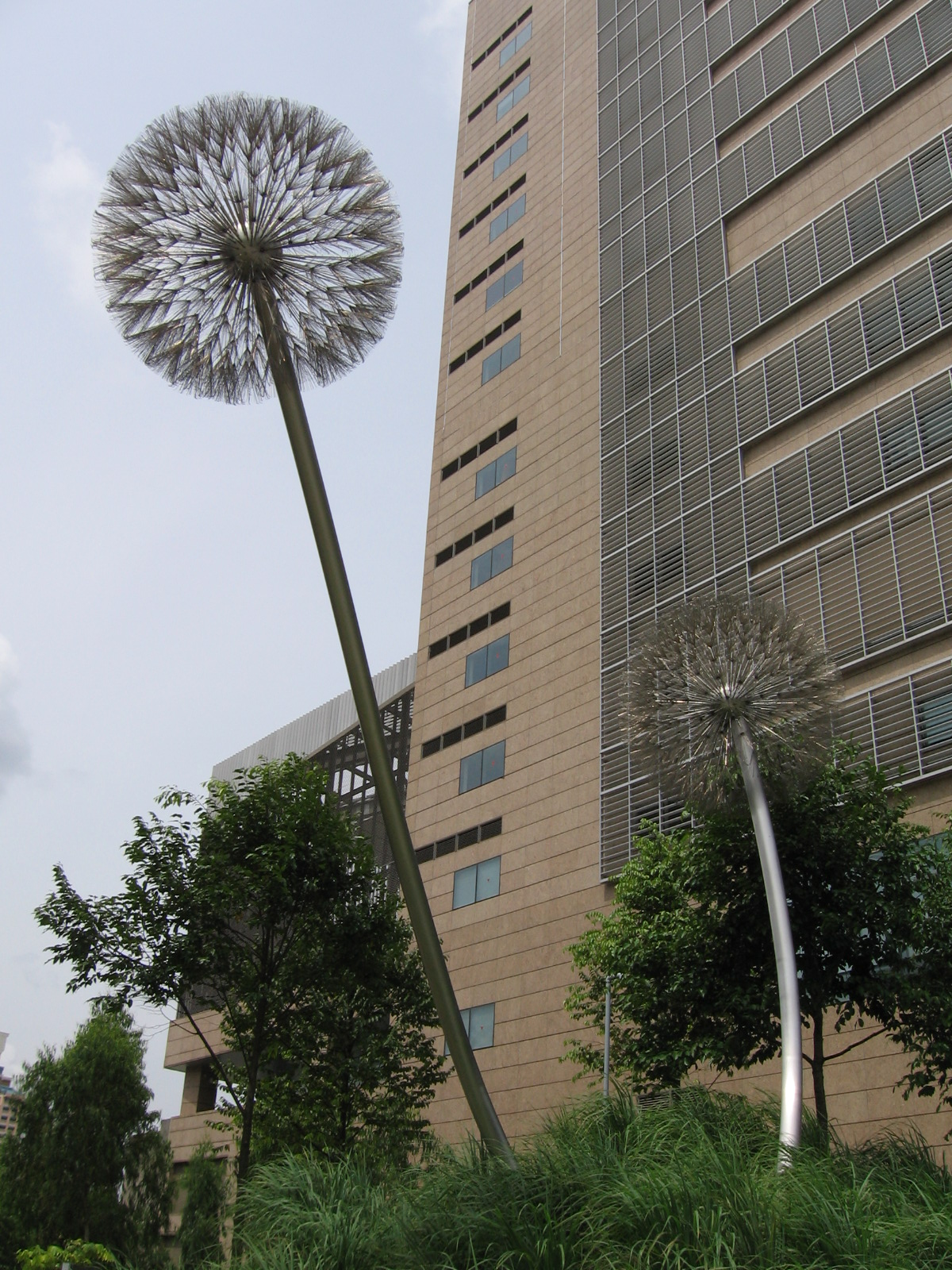
新加坡生物園區的戶外藝術

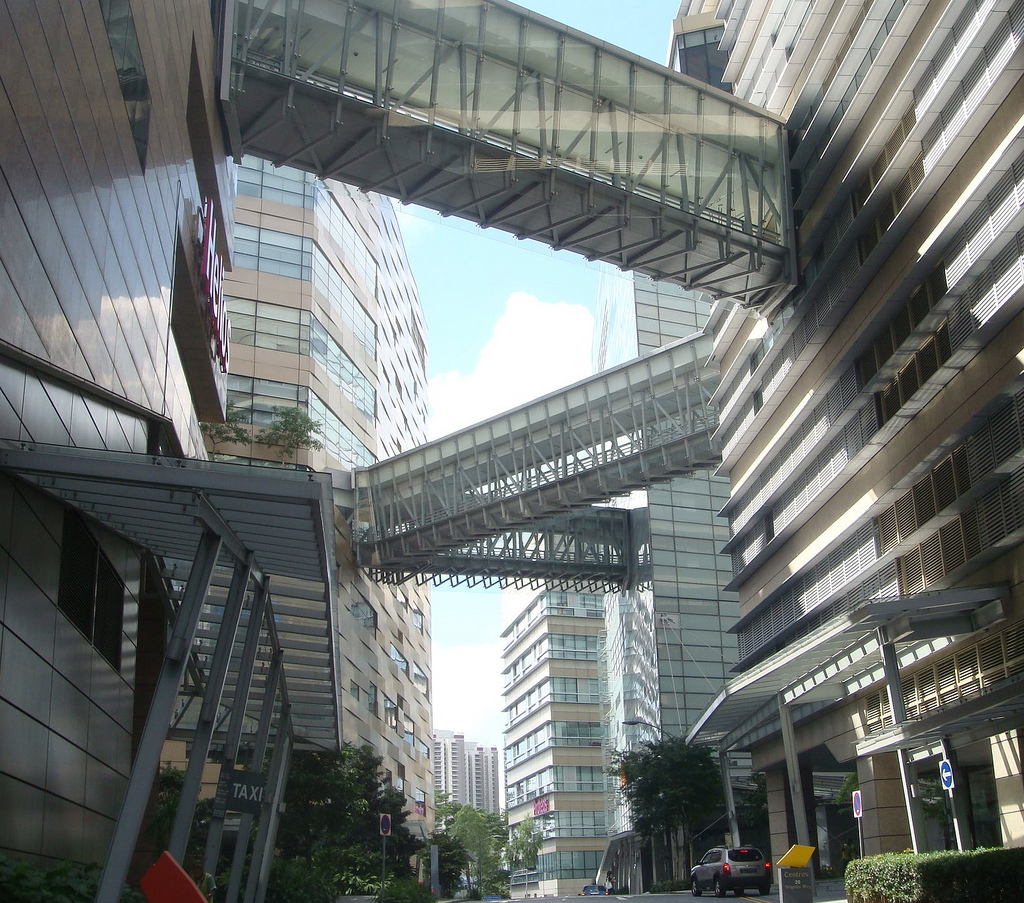
新加坡的生物園區

為新加坡科技研究局旗下的「生物醫藥科技園區」名為啟奧城，於2003年10月29日正式開幕，而又在開幕沒幾年便網羅世界各地的菁英到這裡為新加坡效力，如英國癌症基因專家大衛．連（Pro. David Lane），則出任了『分子與細胞生物研究院』院長。
成功複製世界第一隻哺乳動物多利羊的英國著名科學家科爾曼（Alan Colman）也被網羅至此。目前他為新加坡經濟發展局所投資的醫藥科技公司ES Cell International工作，從事研發根治糖尿病和心臟病的藥物。
除此之外，更吸引了許多國際知名藥廠來這設廠，如英國的GlaxoSmithKline 、瑞士藥廠 Novartis等。GSK藥廠則投資6千2百萬新加坡元在新加坡設立一個R&D中心。Novartis則設立『熱帶疾病研究院』，從事研發治療骨痛熱病和肺癆病的新藥。